# 箱魨科
箱魨科（學名：Ostraciidae）是輻鰭魚綱魨形目的其中一科。会发出狗叫声。

## 分布
本科魚類主要分布於全球三大洋中緯度海域，深度0至50公尺。

## 特徵
本科魚類有多種不同的顏色，身體密被六角形板狀鱗片融合在一起，形成堅固的三角形或盒狀的甲殼，鰭、尾巴、眼睛和嘴從甲殼中伸出。第一背鰭及腹鰭均缺，第二背鰭、臀鰭、尾鰭和胸鰭不發達，但其基部概係柔軟的皮膚，故能緩慢游泳。由於厚重的鱗片，很少有其他魚類能夠補食牠們，且也會將皮膚中的毒素分泌到周圍的水中，進一步保護牠們免受捕食，體長可達50公分。

## 分類
箱魨科下分12個屬，如下：

### 三棱角箱魨屬(Acanthostracion)
- 幾內亞三棱角箱魨(Acanthostracion guineensis)
- 背棘三棱角箱魨(Acanthostracion notacanthus)
- 多角三棱角箱魨(Acanthostracion polygonia)
- 四角三棱角箱魨(Acanthostracion quadricornis)

### 棱箱魨屬(Lactophrys)
- 斑點稜箱魨(Lactophrys bicaudalis)
- 棱箱魨(Lactophrys trigonus)

### 角箱魨屬(Lactoria)
- 角箱魨(Lactoria cornuta)
- 棘背角箱魨(Lactoria diaphana)
- 福氏角箱魨(Lactoria fornasini)：又稱線紋角箱魨。
- 復活節島角箱魨(Lactoria paschae)

### 箱魨屬(Ostracion)
- 粒突箱魨(Ostracion cubicus)
- 藍尾箱魨(Ostracion cyanurus)
- 無斑箱魨(Ostracion immaculatus)
- 米點箱魨(Ostracion meleagris)：又稱白點箱魨。
- 吻鼻箱魨(Ostracion rhinorhynchos)：又稱突吻箱魨。
- 藍帶箱魨(Ostracion solorensis)
- 粗皮箱魨(Ostracion trachys)
- 惠氏箱魨(Ostracion whitleyi)

### 副棘箱魨屬(Paracanthostracion)
- 林氏副棘箱魨(Paracanthostracion lindsayi)

### 糙身箱魨屬(Rhinesomus)
- 三棱糙身箱魨(Rhinesomus triqueter)

### 尖鼻箱魨屬(Rhynchostracion)
- 尖鼻箱魨(Rhynchostracion nasus)

### 三棱箱魨屬(Tetrosomus)
- 雙峰三稜箱魨(Tetrosomus concatenatus)：又稱雙峰真三棱箱魨。
- 駝背三棱箱魨(Tetrosomus gibbosus)：又稱駝背真三稜箱魨。
- 賴普三棱箱魨(Tetrosomus reipublicae)：又稱賴普真三棱箱魨。
- 北美三棱箱魨(Tetrosomus stellifer)：又稱北美真三棱箱魨。

## 經濟利用
本科魚類由於色彩鮮豔且長相怪異，常做為觀賞魚飼養，因會分泌毒素，故須注意在水族箱不能和其他魚類共養。